# Corrado Pani
Pour les articles homonymes, voir Pani.
Corrado Pani, né à Rome le 4 mars 1936 et mort dans cette même ville le 2 mars 2005, est un acteur italien actif aussi dans le doublage.

## Biographie
Né à Rome le 4 mars 1936, Corrado Pani a commencé sa carrière en interprétant Jésus enfant dans un feuilleton radiophonique à Radio Vatican. Ses débuts au cinéma datent de 1953, avec un rôle mineur dans Il viale della speranza de Dino Risi. En 1955, il a obtenu un rôle majeur au théâtre dans Tè e simpatia, ensuite il a travaillé avec Luchino Visconti, Giorgio Strehler, Krzysztof Zanussi et Luca Ronconi, entre autres. Très actif dans le doublage, il a été aussi présentateur à la télévision.
Dans les années 1960, Corrado Pani a eu une relation avec la chanteuse Mina ; en 1963, le couple a eu un fils, Massimiliano.
Corrado Pani est apparu dans une cinquantaine de films ; sa dernière apparition au cinéma date de 2002, lorsqu'il a joué le juge dans Pinocchio de Roberto Benigni.
Il est mort à Rome le 2 mars 2005 des suites d'une longue maladie.

## Filmographie
- 1953 :
  - Le Chemin de l'espérance (Il viale della speranza) de Dino Risi
  - I pinguini ci guardano de Guido Leoni
- 1956 :
  - A sud niente di nuovo de Giorgio Simonelli
  - Terrore sulla città de Anton Giulio Majano
- 1957 :
  - Città di notte de Leopoldo Trieste
  - Nuits blanches (Le notti bianche) de Luchino Visconti
  - I dritti de Mario Amendola
- 1959 :
  - Erode il grande de Arnaldo Genoino
  - Guardatele ma non toccatele de Mario Mattoli
  - Le notti dei teddy boys de Leopoldo Savona
- 1960 :
  - Rocco et ses frères (Rocco e i suoi fratelli), de Luchino Visconti
  - Incorrigibles Parents (Genitori in blue-jeans) de Camillo Mastrocinque
  - Les Plaisirs du samedi soir (I piaceri del sabato notte) de Daniele D'Anza
  - La Rue des amours faciles (Via Margutta) de Mario Camerini
  - Sotto dieci bandiere de Duilio Coletti
  - Il sepolcro dei re de Fernando Cerchio
  - Le Séducteur (Il peccato degli anni verdi) de Leopoldo Trieste
- 1961 :
  - La Fille à la valise (La ragazza con la valigia) de Valerio Zurlini
  - Les Vierges de Rome (Le vergini di Roma) de Carlo Ludovico Bragaglia et Vittorio Cottafavi
  - Les partisans attaquent à l'aube (Un giorno da leoni) de Nanni Loy
- 1962 :
  - La Nonne de Monza (La monaca di Monza) de Carmine Gallone
  - Whisky a mezzogiorno de Pasquale Vincenzo Oscar De Fina
  - Una regina per Cesare de Piero Pierotti
- 1968 : Bora Bora
- 1969 : Interrabang de Giuliano Biagetti
- 1970 : Matalo! de Cesare Canevari
- 1972 : Les ordres sont les ordres (Gli ordini sono ordini) de Franco Giraldi
- 1973 :
  - Ancora una volta prima di lasciarci de Giuliano Biagetti
  - Testa in giù... gambe in aria de Ugo Novello
  - La notte dell'ultimo giorno de Adimaro Sala (it)
  - Anna, quel particolare piacere de Giuliano Carnimeo
- 1974 :
  - Fatti di gente perbene de Mauro Bolognini
  - La minorenne de Silvio Amadio
- 1975 :
  - Le Parfum du diable (La Città gioca d'azzardo) de Sergio Martino
  - Labbra di lurido blu de Giulio Petroni
- 1977 :
  - Dove volano i corvi d'argento de Piero Livi
  - Il gatto dagli occhi di giada de Antonio Bido
- 1986 : Francesca è mia de Roberto Russo
- 1989 : O Re de Luigi Magni
- 2002 : Pinocchio de Roberto Benigni